# Eerste Nederlandse Vrije Studio
De Eerste Nederlandse Vrije Studio was een instelling in Den Haag waar kunstenaars bij elkaar kwamen en waar les werd gegeven. De studio werd in 1933 opgericht op het initiatief van de van oorsprong Hongaarse kunstschilder Francis de Erdely en de kunsthandelaar Charles Bignell samen met kunstschilder Chris de Moor. De studio was opgericht naar Parijs voorbeeld. In tegenstelling tot de academie bestond het curriculum bij de Eerste Nederlandse Vrije Studio niet uit klassikaal onderwijs en examens, maar uit persoonlijke begeleiding aangevuld met veel ruimte voor vrije ontplooiing. Ook was geen toegangsexamen nodig om toe toe te treden tot De Eerste Nederlandse Vrije Studio. Dit was een nieuwe opzet die De Moor had leren kennen bij de Académie Ranson in Parijs.
De welvarende klasse in Den Haag kon tegen betaling les krijgen van de aangesloten kunstenaars. Door deze inkomsten konden getalenteerde maar armlastige leerlingen zonder betaling studeren. Op deze manier was de oprichting van de studio ook een idealistisch project.

## Kunstenaars
Een onvolledig overzicht van kunstenaars die deel uit maakten van de artistieke leiding en/of~ doceerden of cursussen hebben gevolgd bij de Eerste Nederlandse Vrije Studio.
| Naam                                  | m/v |           | Vak                             | Rol                 | Verder informatie                                                                          |
| ------------------------------------- | --- | --------- | ------------------------------- | ------------------- | ------------------------------------------------------------------------------------------ |
| Cornelis Andréa                       | m   | 1914-2006 | schilder                        | Leiding             | Lid van Pulchri Studio sinds 1937                                                          |
| Willem van den Berg                   | m   | 1886-1970 |                                 | Leiding 1935 -      |                                                                                            |
| Theo Bitter                           | m   | 1916-1994 |                                 |                     |                                                                                            |
| Agnes van den Brandeler               | v   | 1918-2002 | schilderes                      |                     | Jeugd in Den Haag, werkzaam in Gelderland                                                  |
| Gerard Coljé                          | m   | 1922-2014 |                                 |                     | Gerard (Gerrit) Coljé, docent KABK, werk in diverse collecties, lid Pulchri 1994 - na 2003 |
| Otto Cramer                           | m   | 1912-1980 |                                 |                     | Paramaribo 1912 Nistelrode 1980                                                            |
| Francis de Erdely                     | m   | 1904-1959 |                                 | Leiding 1933-1935   |                                                                                            |
| Borgert Carolus van Ettinger          | m   | 1916-1991 |                                 |                     | Schilder van Den Haag na de oorlog                                                         |
| Josephine Margarethe Faber            | v   | 1891-1984 | schilderes, bloemen, portretten |                     | 1891 Fresno VS - Wassenaar 1984                                                            |
| Johannes Jacobus Gregoor              | m   | 1914-1982 |                                 |                     |                                                                                            |
| Geraldina Anna Allegonda M. Hooft     | v   | 1894-1994 |                                 |                     |                                                                                            |
| Paul F. Kromjong                      | m   | 1903-1978 |                                 |                     |                                                                                            |
| Marcellis Johannes Marie van der Lans | m   | 1915-1981 | tekenaar                        |                     | M. van der Lans deelnemer "Kunsthuis 1979"                                                 |
| Henriette Johanna van Lent-Gort       | v   | 1890-1977 |                                 |                     |                                                                                            |
| Chris N.E. de Moor                    | m   | 1899-1981 |                                 | Leiding 1933 - 1942 |                                                                                            |
| Marinus van der Neut                  | m   | 1910-1999 |                                 |                     | RKD                                                                                        |
| Wim Noordhoek                         | m   | 1916-1995 | fotograaf                       |                     | Wim Noordhoek                                                                              |
| Ida Johanna ten Oever                 | v   | 1879-1961 |                                 |                     | RKD                                                                                        |
| Harrie M.J. Verburg                   | m   | 1914-1986 |                                 | Leiding             | RKD                                                                                        |
| Sierk Schröder                        | m   | 1903-2002 |                                 | Docent              |                                                                                            |
| Frederic Reitmann                     | m   | 1903-1963 |                                 | Docent              | RKD                                                                                        |

1. ↑  "Eerste Nederlandsche vrije studio opgericht", Het Vaderland, 15-09-1993.
2. ↑  Gras, Saskia (31 oktober 2017). Vrijplaats voor de kunsten : de Haagse Vrije Academie 1947-1982, p. 50. ISBN 9789463451802. Gearchiveerd op 22 november 2022.
3. ↑  Gras, Saskia. Vrijplaats voor de Kunsten. Gearchiveerd op 20 november 2022.
4. ↑  De Haagse Vrije Academie – Psychopolis: Vrije Studio (1933-1942). Gearchiveerd op 26 maart 2023.
5. ↑  Het Vaderland 1940-09-13
6. ↑  Kees Andrea kunstbus.nl
7. ↑  Biografisch Woordenboek GelderlandAgnes van den Brandeler
8. ↑  "Nieuwe Haagse School"
9. ↑  Haagse kunstenaars, gearchiveerd 2013-10-22
10. ↑  ARTindex Lexicon Online
11. ↑  ARTindex Lexicon Online
12. ↑  Biografisch portaal. Gearchiveerd op 14 oktober 2022.
13. ↑  "Eerste Nederlandsche Vrije Studio", Algemeen Handelsblad, 04-09-1935, p. 9.
14. ↑  Scheveningen toen en nu. Gearchiveerd op 2 februari 2023.
15. ↑  schilderijen-site.nl. Gearchiveerd op 4 februari 2023.
16. ↑  ARTindex Lexicon Online
17. ↑  RKD 48035. Gearchiveerd op 31 oktober 2022.
18. ↑  ARTindex Lexicon Online
19. ↑  RKD 59235. Gearchiveerd op 20 oktober 2022.
20. ↑  Depth of Field PhotoLexicon, Volume 9, nr. 19 (September 1992). Gearchiveerd op 1 februari 2023.
21. ↑  RKD 1940. Gearchiveerd op 31 oktober 2022.
22. ↑  RKD  80120. Gearchiveerd op 18 oktober 2022.
23. ↑  RKD 94302. Gearchiveerd op 31 oktober 2022.